# Den keltiske tiger
Den Keltiske Tiger er et begreb, der dækker over den økonomiske vækst, der startede i Irland i 1990'erne. Væksten faldt i 2001, men komme tilbage i 2003, hvor den fortsatte indtil 2007, hvor den mistede tempo igen.
Igennem vækstperioden har Irland gået fra at være et af Vesteuropas fattigste lande til at blive et af Europas rigeste lande. Udviklingen skyldes mange faktorer, et fald i arbejdsløshed i 1987-2003 fra 17 % til 4 %, regeringens fokus på økonomi, ændrede virksomhedsskatter, flere gifte kvinder i arbejde. Derudover har støtte fra EU til uddannelse og infrastruktur og hjulpet på væksten.